# Stanisław Polanowski
Stanisław Polanowski  herbu Pobóg (ur. 9 października 1826 w Moszkowie, zm. 16 stycznia 1898 we Lwowie) – poseł do Sejmu Krajowego Galicji II, III, IV, V, VI i VII kadencji (1867–1898) właściciel dóbr Moszków.

## Życiorys
Urodzony w rodzinie ziemiańskiej syn Andrzeja i Emilii z Karczewskich. Studia na Wydziale Filozoficznym UJ przerwał mu wybuch rewolucji 1848, został był sekretarzem Rady Obwodowej Żółkiewskiej, w październiku 1848 delegowany przez nią do Rady Narodowej Centralnej we Lwowie. W maju 1849 karnie wcielony do wojska austriackiego, służył do 1856, został zwolniony dzięki wpływom rodziny i wrócił do rodzinnego Moszkowa. 
W końcu 1862 uzyskał mandat do Sejmu Krajowego w wyborach uzupełniających w kurii wielkiej własności obwodu żółkiewskiego. W  1863 zaangażował się w akcję niesienia pomocy powstaniu w zaborze rosyjskim z ramienia Komitetu dla Galicji Wschodniej. Został mianowany naczelnikiem obwodu na kołomyjskiego. Jako poseł na Sejm Krajowy, wielokrotnie wybierany przez złoczowskie i żółkiewskie ziemiaństwo oraz z kurii włościańskiej w okręgu sokalskim (1867, 1883, 1889), zasiadał w Izbie do końca życia. W 1867 był przez Sejm delegowany, a w 1873 wybrany do austriackiej Rady Państwa. W Sejmie zajmował się głównie sprawami gospodarczymi, zwłaszcza rolniczymi. Pracował w sejmowych komisjach: bankowej  budżetowej, kolejowej, drogowej, wodnej. Postulował utworzenie we Lwowie szkoły weterynarii oraz rozbudowę wyższej szkoły rolniczej w Dublanach. W 1881 w Sejmie ostro skrytykował projekty reformy administracyjnej widząc w nich zagrożenie dla samorządu krajowego. 
W stosunku do Ukraińców zajmował stanowisko niechętne, zwalczał projekty wprowadzenia języka ukraińskiego do uchwał sejmowych. W 1883  został dożywotnim członkiem Izby Panów, w której występował w obronie interesów ziemiaństwa galicyjskiego. W 1871 był członkiem Rady Nadzorczej Banku Galicyjskiego dla Handlu i Przemysłu w Krakowie. Od 1875 był członkiem Towarzystwa Gospodarczo-Rolniczego w Krakowie. Członek i działacz Galicyjskiego Towarzystwa Gospodarskiego, członek jego Komitetu (26 maja 1876 - 10 czerwca 1877). Od 1893 był także członkiem Wydziału Galicyjskiej Kasy Oszczędności we Lwowie, należał do Galicyjskiego Towarzystwa Kredytowego Ziemskiego we Lwowie. Miał honorowe obywatelstwo Sokala. W 1881 odznaczony Krzyżem Komandorskim Orderu Franciszka Józefa. Był zamożnym właścicielem ziemskim; oprócz rodzinnego Moszkowa posiadał Ubin, Ostrów, Opolsko, Sobieczów.  Zmarł we Lwowie, pochowany został w Moszkowie.